# Rörtången
Rörtången är en bebyggelse i Solberga socken i Kungälvs kommun. Orten består av ett villa- och fritidshusområde som ligger vid havet, ungefär en och en halv mil nordväst om Kungälv. Från Rörtångens brygga utgår passagerarfärjor till de närbelägna öarna Brattön, Lövön och Älgön. Området avgränsades före 2015 till en småort för att därefter räknas som en del av tätorten Rörtången och Ödsmåls mosse.